# Подвиг народу (фільм, 1956)
«Подвиг народу» (рос. «Подвиг народа») — документальний фільм відомого радянського кінорежисера грузинського походження Михайла Чіаурелі.